# Eschatogonia
Eschatogonia is een geslacht van korstmossen behorend tot de familie Ramalinaceae. De typesoort is Eschatogonia montagnei.

## Soorten
Volgens Index Fungorum bevat het geslacht zeven soorten (peildatum januari 2023):
| Soortnaam                     | Auteur(s)                          | Publicatiejaar |
| ----------------------------- | ---------------------------------- | -------------- |
| Eschatogonia angustiloba      | Timdal                             | 2008           |
| Eschatogonia dissecta         | Timdal & R. Sant.                  | 2008           |
| Eschatogonia granulosorediata | M.M.E. Alves, Aptroot & M. Cáceres | 2014           |
| Eschatogonia marivelensis     | (Vain.) Kalb                       | 2004           |
| Eschatogonia minuta           | Timdal & R. Sant.                  | 2008           |
| Eschatogonia prolifera        | (Mont.) R. Sant.                   | 1988           |
| Eschatogonia triptophyllina   | (Nyl.) Kalb                        | 2004           |